# Oliver Hardy
Oliver Hardy, właśc. Norvell Hardy (ur. 18 stycznia 1892 w Harlemie, zm. 7 sierpnia 1957 w Los Angeles) – amerykański aktor i komik, znany głównie z występów ze Stanem Laurelem w serii filmów, początkowo niemych, Flip i Flap. Uhonorowany gwiazdą w Hollywood Walk of Fame.

## Życiorys

### Dzieciństwo
Rodzice Norvella Hardy’ego wzięli ślub 12 marca 1890 roku, dla jego matki było to drugie małżeństwo, zaś dla ojca trzecie. Jego ojciec, również Oliver, był weteranem Konfederatów rannym w bitwie nad Antietam 12 września 1862 roku. Po demobilizacji Oliver Hardy pomagał w prowadzeniu rodzinnej plantacji bawełny, kupił udziały w przedsiębiorstwie zajmującym się handlem detalicznym oraz został wybrany na poborcę podatkowego w hrabstwie Columbia. Natomiast rodzina Norvella Hardy’ego ze strony matki, Emily Norvell, córki Thomasa Benjamina Norvella i Mary Frejman, wywodziła się od kapitana Hugh Norvella spod Williamsburga w Wirginii, gdzie jej rodzina przybyła przed 1635 rokiem.
W 1891 roku rodzice Norvella Hardy’ego, na rok przed jego narodzinami, przeprowadzili się do Madison w stanie Wisconsin. Miejsce narodzin Hardy’ego nie jest pewne. Według niektórych źródeł urodził się w Harlemie, natomiast inne podają rodzinne miasto jego matki, Covington. Norvell Hardy był najmłodszym z piątki rodzeństwa, ojciec zmarł, gdy Norvell miał zaledwie rok.
W dzieciństwie Hardy sprawiał czasami problemy wychowawcze, co spowodowało, że został wysłany do akademii wojskowej w Milledgeville w Georgii. W wieku trzynastu lat został przeniesiony do Young Harris College w północnej części tego stanu.
W dzieciństwie wykazywał zainteresowanie muzyką i teatrem, miał jednocześnie problemy z nauką. Dołączył do grupy teatralnej, jednocześnie porzucając szkołę. Matka wysłała go do Atlanty, do nauczyciela muzyki i śpiewu, Adolfa Pattersona, jednak Hardy opuszczał niektóre zajęcia by śpiewać w kinie Alkazar za 3,50 USD na tydzień. Potem zdecydował się na powrót do Milledgeville. Już przed rokiem 1910 zaczął posługiwać się imieniem „Oliver”. Zarówno w spisie ludności z 1910 roku, jak i w późniejszych dokumentach, figuruje jako Oliver N. Hardy.

### Początki kariery
W roku 1910 otwarto w Milledgeville, rodzinnym mieście Hardy’ego, pierwsze kino. Hardy pracował w nim jako operator, bileter, woźny i wreszcie kierownik. Nowy przemysł filmowy szybko stał się pasją Hardy’ego. Był przekonany, że grałby lepiej niż aktorzy, których widział na ekranie. Za namową przyjaciela w 1913 roku Hardy przeniósł się do Jacksonville na Florydzie, gdzie kręcono wtedy kilka filmów. W nocy pracował jako śpiewak kabaretowy, za dnia w wytwórni filmowej Lubin. To właśnie w tym okresie poznał i poślubił swoją pierwszą żonę, pianistkę Madelyn Saloshin.
W 1914 Hardy po raz pierwszy wystąpił w filmie wytwórni Lubin zatytułowanym Outwitting Dad.  Prywatnie znany był jako dzieciak Hardy. To przezwisko nadał mu włoski fryzjer, który nakładając Oliverowi puder na policzki powtarzał dobry dzieciak. W wielu swoich późniejszych filmach również określany był jako dzieciak Hardy.
Hardy był potężnym mężczyzną, mierzącym ponad 180 cm i ważącym ponad sto kilogramów. Jego tusza i wzrost stanowiły niejednokrotnie ograniczenia co do ról, które otrzymywał. Często był obsadzany w roli „twardego” faceta lub łobuza. Otrzymywał też role w krótkich filmach komediowych, gdzie jego wymiary uzupełniały komediowy charakter granych postaci.

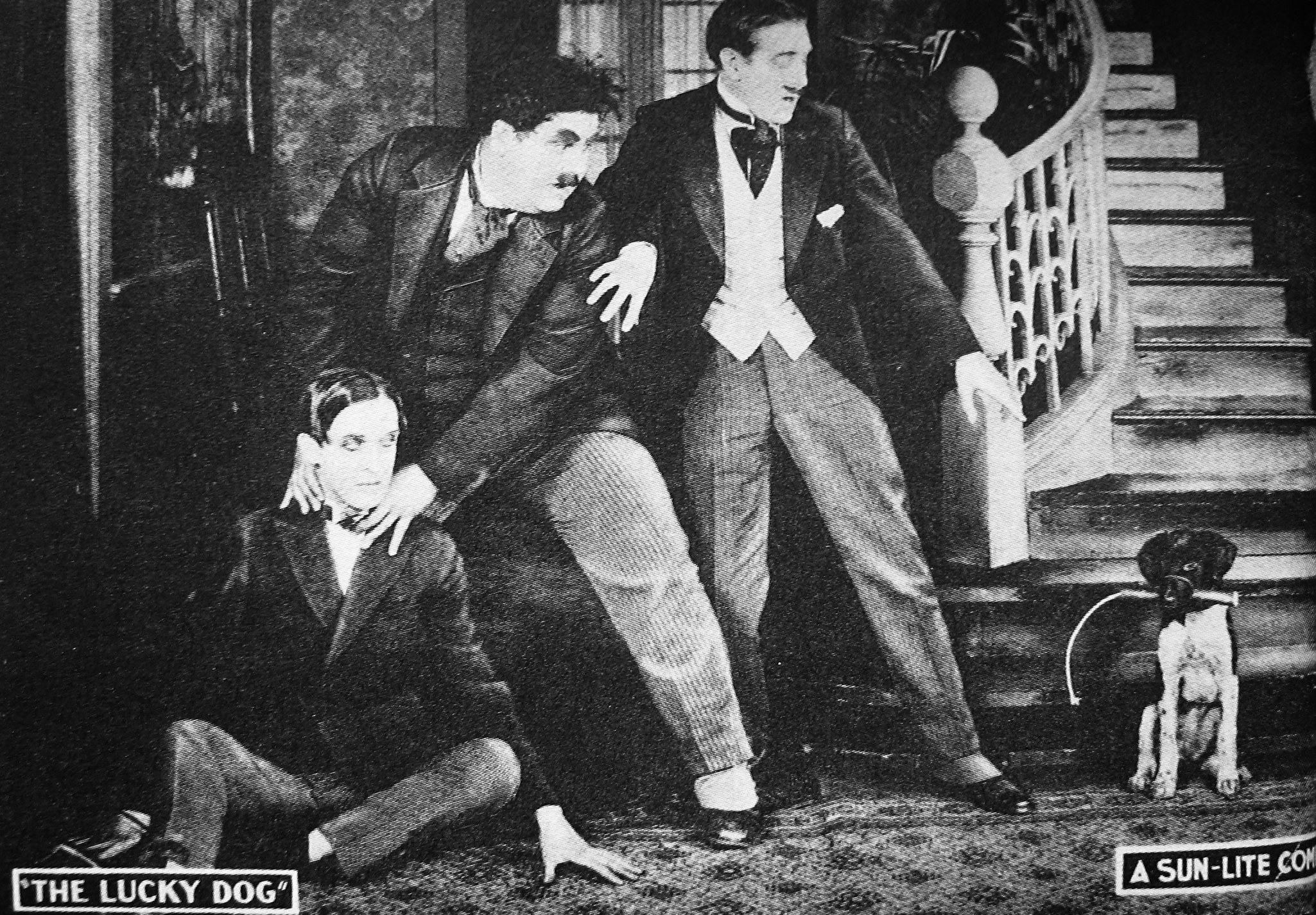
Flip i Flap w filmie „Lucky Dog” (1921)

Do roku 1915 Hardy wystąpił w 50 filmach krótkometrażowych wytwórni Lubin. Później przeniósł się do Nowego Jorku, gdzie współpracował z wytwórniami Pathe, Casino i Edison. Po pewnym czasie wrócił jednak do Jacksonville i pracował dla wytwórni Vim i King Bee. W tym czasie występował między innymi z sobowtórem Charliego Chaplina, Billym Westem, i aktorką komediową Ethel Burton Palmer (Hardy grał role twardego faceta aż do początku lat dwudziestych.) W 1917 Hardy wyjechał do Los Angeles, gdzie pracował niezależnie w kilku wytwórniach filmowych. W tym samym roku pojawił się też z młodym brytyjskim aktorem komediowym Stanem Laurelem w filmie Szczęśliwy pies (A Lucky Dog) G.M. Andersona (zwanego Broncho Billy). Oliver Hardy grał w nim rolę włamywacza próbującego okraść postać graną przez Stana. Przez następnych kilka lat Hardy i Laurel nie pracowali razem.
W latach 1918–1923 Oliver Hardy zagrał w ponad 40 filmach wytwórni Vitagraph, wcielając się przede wszystkim w role twardych facetów. W 1919 Hardy rozstał się z żoną. Rok później doszło do rozwodu, którego powodem była najprawdopodobniej zdrada Hardy’ego. 24 listopada 1921 Hardy ponownie wziął ślub z aktorką Myrtle Reeves. To małżeństwo jednak również nie było udane, a Myrtle popadła w alkoholizm.
W 1924 Hardy rozpoczął współpracę z wytwórnią Hala Roacha pracując przy serii filmów komediowych Our Gang między innymi z Charleyem Chasem. W 1925 wystąpił w filmie Yes, Yes, Nanette! wraz z Jamesem Finlaysonem. Finlayson w późniejszych latach wielokrotnie pojawiał się w filmach Hardy’ego i Laurela. Reżyserem Yes, Yes, Nanette! był Stan Laurel, który w tym czasie grał też role drugoplanowe u boku Clyde’a Cooke’a i Bobby’ego Raya.
W 1926 roku Hardy miał wystąpić w filmie Get'Em Young, ale w wyniku poparzenia trafił do szpitala. Stan Laurel, który już wcześniej pracował jako komik i reżyser w wytwórni Roach, został wybrany na jego zastępcę. Od tej pory Laurel zaczął coraz częściej pojawiać się przed kamerą. W 1926 roku wystąpił też razem z Oliverem Hardym w filmie 45 Minut z Hollywood (45 Minutes from Hollywood). Nie pojawili się jednak wspólnie w żadnej scenie.

### Współpraca ze Stanem Laurelem
W 1927 roku powstały filmy Slipping Wives, Kacza Zupa (Duck Soup – nie mylić z filmem braci Marx z 1933 roku pod tym samym tytułem) i With Love and Hisses, w których Laurel i Hardy wystąpili wspólnie. Leo McCarey, dyrektor wytwórni Roach Studios, zatrudniając obu aktorów dążył do tego, aby stali się zespołem z prawdziwego zdarzenia. Łącząc ich w parę, stworzył w ten sposób prawdopodobnie najsłynniejszy duet w historii kina, znany w Polsce jako Flip i Flap. Wkrótce rozpoczęto produkcję licznych filmów krótkometrażowych, takich, jak Bitwa stulecia (The Battle of the Century 1927), w którym uwieczniono jedną z największych bitew tortowych, Should Married Men Walk Home? (1928), Two Tars (1928), Unaccustomed As We Are (1929, który był ich pierwszym filmem dźwiękowym), Berth Marks (1929), Blotto (1930), Brats (1930, gdzie Stan i Oliver grali samych siebie, a także wystąpili w roli swoich synów, występując na powiększonych meblach), Another Fine Mess (1930), Be Big (1931), i wiele innych. W 1929 roku po raz pierwszy zagrali w rolach drugoplanowych w jednej z sekwencji Rewii Hollywoodu (The Hollywood Revue of 1929 1929); rok później pojawili się w skrzącym się dowcipem musicalu, nakręconym w Technicolorze a zatytułowanym Pieśń skazańca (The Rogue Song 1930). Był to ich pierwszy występ w barwnym filmie. W 1931 roku na ekrany wszedł ich pierwszy film długometrażowy Proszę nam wybaczyć (Pardon Us, w którym zagrali główne role), jednak do 1935 roku grali również role drugoplanowe i występowali w filmach krótkometrażowych. The Music Box (1932) jest uważany za ich największe osiągnięcie; został on nagrodzony Oscarem w kategorii Najlepszy Film Krótkometrażowy. Była to jedyna Nagroda Akademii, która trafiła w ich ręce.
W 1936 roku życie osobiste Hardy’ego legło w gruzach, kiedy jego małżeństwo z Myrtle zakończyło się rozwodem. Oczekując na rozstrzygnięcie kwestii kontraktu z Laurelem i Halem Roachem, Oliver nakręcił z Harrym Langdonem film Zenobia (1939). Ostatecznie uzgodniono warunki nowego kontraktu i ekipa została zaangażowana przez General Services Studio, aby zrealizować film Flip i Flap w Legii Cudzoziemskiej (The Flying Deuces 1939). Podczas zdjęć Hardy zakochał się w Virginii Lucille Jones, scenarzystce, i w tym samym roku wziął z nią ślub. Byli szczęśliwym małżeństwem aż do jego śmierci.
Laurel i Hardy występowali również dla USO (United Service Organizations), wspierając w ten sposób wojska aliantów podczas II wojny światowej. W owym czasie nakręcili dwa filmy, Głupka w Oksfordzie (A Chump at Oxford 1940, w którym dokonuje się zamiana ról – Oliver na pewien czas staje się podwładnym Stana), oraz Wilki Morskie (Saps at Sea 1940).
Od 1941 roku jakość filmów z Flipem i Flapem zaczęła spadać. Artyści rozstali się z wytwórnią Roach Studies i rozpoczęli współpracę najpierw z 20th Century Fox, a następnie z Metro-Goldwyn-Mayer. Mimo że wzrosły ich tantiemy, w olbrzymim studiu mieli niewielką kontrolę artystyczną nad swoimi produkcjami, od tej chwili w ogóle nie przypominającymi tych filmów, które rozsławiły duet na całym świecie.
W 1947 roku Laurel i Hardy udali się na sześciotygodniowe tournée po Wielkiej Brytanii. Z początku nie wiedzieli, jak zostaną przyjęci, tymczasem wszędzie, gdzie się pojawili, towarzyszyły im tłumy wielbicieli. Tournée zostało przedłużone o występy w Belgii, Francji i krajach skandynawskich; Flip i Flap zabawiali również króla Wielkiej Brytanii Jerzego VI i jego córkę, królową Elżbietę. Biograf aktorów John McCabe twierdzi, że do 1954 roku Stan i Ollie kontynuowali występy na żywo w Wielkiej Brytanii i Francji, prezentując nowe skecze autorstwa Laurela.
W roku 1949 John Wayne, zaprzyjaźniony z Hardym, zaproponował mu drugoplanową rolę w westernie Strzelec z Kentucky (The Fighting Kentuckian 1949). Oliver współpracował już wcześniej z Wayne’em i Johnem Fordem podczas produkcji sztuki What Price Glory, z której dochód został przeznaczony na cele dobroczynne. W tym czasie Laurel rozpoczął leczenie cukrzycy. Nie bez wahania Hardy przyjął rolę na skutek nalegań swojego kolegi. Wkrótce Frank Capra zaoferował mu gościnny występ w filmie Riding High, gdzie główną rolę zagrał Bing Crosby.
W latach 1950–1951 powstał ostatni film słynnego duetu – Flip i Flap na bezludnej wyspie (Atoll K 1951). Fabuła była prosta – po tym, jak Flip dziedziczy wyspę, obaj przyjaciele wypływają na morze. Podczas sztormu ich statek ulega zniszczeniu, a panowie lądują na nowo odkrytym archipelagu, gdzie znajdują się złoża uranu. Dzięki znalezisku stają się bogaci i wpływowi. Film został wyprodukowany przez spółkę z europejskim kapitałem, aktorzy pochodzili z różnych krajów, a ekipie nie pozwolono z nimi rozmawiać. Ponadto scenariusz został napisany na nowo przez Stana tak, aby pasował do stylu komediowego, zaś obaj aktorzy nabawili się poważnych chorób podczas pracy na planie.
W roku 1955 duet podpisał z Halem Roachem Juniorem kontrakt na występy w show telewizyjnym opartym na fabule opowieści Babci Gąski. Program miał być kręcony w kolorze i emitowany na antenie NBC. Jednak nigdy nie doszło do realizacji tego zamierzenia.

### Śmierć
W maju 1954 roku Hardy przeszedł niegroźny atak serca. Po chorobie, w roku 1956, po raz pierwszy w życiu zaczął troszczyć się o swoje zdrowie. W tym czasie, w przeciągu zaledwie kilku miesięcy stracił ponad 70 kilogramów, dzięki czemu jego wygląd uległ radykalnej zmianie. Stan Laurel w swoich listach wspomina o nieuleczalnym raku Hardy’ego, który mógł być przyczyną tak szybkiej utraty wagi. 14 września 1956 roku Oliver Hardy przeszedł rozległy udar mózgu, w następstwie którego został przykuty do łóżka i przez kilkanaście miesięcy nie mógł mówić. Podczas pobytu w domu opiekę nad nim przejęła jego żona Lucille. Na początku sierpnia 1957 roku Hardy przeszedł kolejne dwa udary. Zapadł w śpiączkę, z której nigdy się już nie wybudził.
Kres jego cierpień nadszedł 7 sierpnia 1957 roku, kiedy to Oliver Hardy zmarł w wieku 65 lat. Jego ciało zostało pochowane w Ogrodzie Masońskim cmentarza Valhalla Memorial Park w Północnym Hollywood.
W roku 2006 BBC Four wyemitowało dramat pt. Stan oparty na spotkaniu Laurela z Hardym przy jego łożu śmierci i na wspomnieniach ich wspólnej kariery. Mimo iż film oparty był na faktach, zachowana została dowolność w interpretacji zarówno wydarzeń, jak i głównych bohaterów.

## Filmografia
- 1921: Szczęśliwy pies (The Lucky Dog) jako Zamaskowany bandyta
- 1926: 45 Minut z Hollywood (Forty-Five Minutes from Hollywood) jako Hotelowy detektyw
- 1927: Bitwa Stulecia (The Battle of the Century) jako Menadżer
- 1927: Kacza zupa (Duck Soup)
- 1930: Pieśń skazańca (The Rogue Song) jako Murza-Bek
- 1933: Flip i Flap: Brat diabła (The Devil’s Brother) jako Ollio
- 1934: Flip i Flap w Krainie Cudów (Babes in Toyland) jako Ollie Dee
- 1935: Flip i Flap: Indyjscy piechurzy (Bonnie Scotland) jako Ollie
- 1936: Cygańskie dziewczę (The Bohemian Girl)
- 1938: Zakute łby (Block-Heads)
- 1939: Flip i Flap w Legii Cudzoziemskiej (The Flying Deuces) jako Ollie
- 1940: Głupek w Oksfordzie (A Chump at Oxford) jako Ollie
- 1940: Wilki morskie (Saps at Sea) jako Oliver Hardy
- 1943: Szkoła Tańca (The Dancing Masters) jako Oliver Hardy
- 1944: Dwaj detektywi (The Big Noise) jako Oliver
- 1945: Byka za Rogi (The Bullfighters) jako Oliver
- 1949: Strzelec z Kentucky (The Fighting Kentuckian) jako Willie Pain
- 1951: Flip i Flap na bezludnej wyspie (Atoll K) jako Oliver Hardy

## Dodatkowe informacje
Postać Olivera Hardy’ego pojawiła się w filmie animowanym Mickey’s Polo Team, w którym drużyna Myszki Miki rozgrywa mecz polo z drużyną złożoną z przedwojennych aktorów.

## Nagrody
- Nagroda Akademii Filmowej Najlepszy Film Krótkometrażowy